# Чиндлунд, Бьёрн
Бьёрн О́ке Чи́ндлунд (швед. Björn Åke Kindlund; родился 5 января 1962 года в Стокгольме) — шведский футболист, левый защитник (также играл на позициях правого и центрального защитника). Всю профессиональную карьеру провёл в стокгольмском клубе АИК. Сыграл в одном товарищеском матче за сборную Швеции.

## Карьера
В 1969 году занимался футболом в футбольной секции клуба «Броммапойкарна». Затем вместо футбола стал заниматься плаванием. В 1974 году вернулся к футболу, на сей раз в футбольной секции клуба «Беле». В 1978 году перешёл в школу стокгольмского АИКа.
Дебютировал в лиге Аллсвенскан 17 мая 1981 года в выездной игре против «Эстера», вышел в стартовом составе, АИК проиграл со счётом 0:5. В сезоне-1981 провёл лишь 2 матча (второй — 13 сентября 1981 года на выезде против «Гётеборга», вышел на замену на последние 10 минут игры). Сезон-1982 пропустил из-за травм колена. В сезоне-1983 стал основным левым защитником АИКа. 24 сентября 1983 года забил первый гол в лиге Аллсвенскан, на 37-й минуте выездной игры против «Эстера», гол стал единственным в матче. В сезоне-1983 АИК выиграл регулярный чемпионат, но в полуфинале плей-офф уступил «Гётеборгу» с общим счётом по сумме двух игр 2:3. В 1984 году впервые сыграл в еврокубках, в первом раунде Кубка УЕФА АИК уступил шотландскому клубу «Данди Юнайтед», Чиндлунд отыграл оба матча.
В 1985 году АИК выиграл Кубок Швеции и пробился в Кубок обладателей кубков УЕФА. В ответной игре первого раунда Кубка обладателей кубков против люксембургского клуба «Ред Бойз» Чиндлунд был удалён с поля и пропустил оба матча второго раунда (против чехословацкого клуба «Дукла»), в которых АИК уступил с общим счётом 2:3 и выбыл из Кубка обладателей кубков.
15 января 1988 года провёл свою единственную игру за сборную Швеции, это был товарищеский матч с Финляндией на Канарских островах. Чиндлунд вышел на замену в перерыве игры вместо Денниса Шиллера.
В сезоне-1992 АИК впервые за 55 лет стал чемпионом Швеции. В чемпионском сезоне Чиндлунд провёл 17 игр в первом этапе и 10 во втором этапе, забил 2 гола (оба — в домашнем матче второго этапа против «Треллеборга» 26 сентября 1992 года, АИК победил со счётом 4:0).
В 1993 году в первом раунде Лиги чемпионов УЕФА АИК встречался с чешским клубом «Спарта». В первой игре «дома» АИК победил со счётом 1:0, в ответной на выезде проиграл со счётом 0:2 и выбыл из Лиги чемпионов. За несколько минут до конца ответного матча Чиндлунд попал в штангу ворот соперника.
По окончании сезона-1993 завершил карьеру профессионального футболиста из-за хронических травм паха. В 1994—1996 годах играл в любительском клубе «Вийёр», в 1997 году был играющим тренером любительского клуба «Арланда».

## Достижения
- Чемпион Швеции 1992
- Обладатель Кубка Швеции 1984/85

## Вне поля

### Семья
Дед Бьёрна Юсеф Чиндлунд играл в футбол в клубе «Хаммарбю» в 20-е годы XX века. Отец Бьёрна Нильс Георге играл в футбол в клубе «Юргорден». Бьёрн женат, жену зовут Ульрика, у них двое детей: дочь Юлия родилась в 1994 году, сын Оскар — в 1997 году.

### Нефутбольная карьера
Работал таможенником, в 1985—1994 годах работал пожарным в Сольне, в 1996—2006 годах был предпринимателем. В 2006 году стал спортивным директором любительского футбольного клуба «Суннерста».